# Marquesado del Fresno
El marquesado del Fresno es un título nobiliario español creado por el rey Felipe IV en favor de Luis Fernández de Velasco y Tovar, hijo del duque de Frías, mediante real decreto del 11 de marzo de 1628 y despacho expedido el día 27 del mismo mes y año.
Su denominación hace referencia al pueblo de Fresno de Caracena, en tierras de Soria y perteneciente al feudo de Berlanga de Duero, señorío de los Velasco, estado del que el primer titular tomó posesión y señorío en 1627.

## Marqueses del Fresno
|                        | Titular                                                     | Periodo                |
| Creación por Felipe IV | Creación por Felipe IV                                      | Creación por Felipe IV |
| ---------------------- | ----------------------------------------------------------- | ---------------------- |
| I                      | Luis Fernández de Velasco y Tovar                           | 1628-1664              |
| II                     | Pedro Fernández de Velasco                                  | 1664-1713              |
| III                    | Agustín Fernández de Velasco y Bracamonte                   | 1713-1741              |
| IV                     | Ramón Fernández de Velasco y Pimentel                       | 1741-1746              |
| V                      | Martín Fernández de Velasco y Pimentel                      | 1746-1771              |
| VI                     | María de la Portería Francisca Fernández de Velasco         | 1771-796               |
| VII                    | Diego Fernández de Velasco                                  | 1796-1811              |
| VIII                   | Bernardino Fernández de Velasco Pacheco y Téllez-Girón      | 1811-1851              |
| IX                     | José María Bernardino Silverio Fernández de Velasco y Jaspe | 1852-1888              |
| X                      | Patricio Dávila y Garvey                                    | 1905-¿?                |
| XI                     | Natividad Verastegui y Velasco                              | ¿?-¿?                  |
| XII                    | Jesús Díaz de Arcaya y Verastegui                           | 1974-¿?                |
| XIII                   | Alfonso Díaz de Arcaya Keating                              | 1997-2021              |
| XIX                    | Elena Díaz de Arcaya Keating                                | 2022-hoy               |

## Historia de los marqueses del Fresno
- Luis María de Velasco y Tovar (9 de julio de 1610-junio de 1664), I marqués del Fresno, caballero de la Orden de Santiago, caballero de la Orden de Alcántara con encomienda de la tierra de Portezuelo.[3]

Casó en 1628 con Catalina de Velasco y Ayala (m. 1690), hermana de Bernardino de Velasco y Ayala, VII conde de Fuensalida y I conde de Colmenar de Oreja. Le sucedió su hijo:
- Pedro Fernández de Velasco (Madrid, 5 de julio de 1633-4 de enero de 1713), II marqués del Fresno, caballero de la Orden de Santiago y de la de Alcántara, gentilhombre de cámara de los reyes Felipe IV y Carlos II, embajador extraordinario en Inglaterra (1672-1674), consejero de capa y espada del Consejo de Indias (1674) y luego de su Cámara, consejero de Estado (1699), grande de España.[4][1]

Casó el 11 de junio de 1656 con Antonia de Bracamonte Portocarrero y Luna, V condesa de Peñaranda de Bracamonte desde 1689. Le sucedió su hijo:
- Agustín Fernández de Velasco y Bracamonte (Madrid, baut. 1 de noviembre de 1669-24 de agosto de 1741), III marqués del Fresno, X duque de Frías, XIV conde de Haro, XI conde de Castilnovo, IX conde de Salazar de Velasco, VI conde de Peñaranda de Bracamonte, comendador de Portezuelo, gentilhombre de cámara del rey, sumiller de corps de los reyes Felipe V, Luis I y Fernando VI.[6]

Casó con Manuela Pimentel y Zúñiga (m. 1742), hija de Francisco Casimiro Antonio Pimentel de Quiñones y Benavides, IX duque de Benavente, XIII conde de Mayorga, XI conde de Luna etc., y su esposa Teresa Sarmiento de la Cerda. Le sucedió su hijo:
- Ramón Fernández de Velasco (m. 8 de noviembre de 1746), IV marqués del Fresno.[6]

Casó con Joaquina de Benavides y de la Cueva (1720-1793), hija de Manuel de Benavides y Aragón, I duque de Santisteban del Puerto, y su esposa Ana Catalina de la Cueva y Arias de Saavedra, IX condesa del Castelar. Le sucedió su hermano:
- Martín Fernández de Velasco y Pimentel (1729-1776), V marqués del Fresno, XII duque de Frías, XVI conde de Haro, XVI conde de Alba de Liste, IV duque de Arión, XI conde de Salazar de Velasco, V marqués de Cilleruelo, grande de España.

Casó con Isabel María Spinola y Spínola (m. 1801), XVI condesa de Siruela, V duquesa de San Pedro de Galatino, grande de España. Le sucedió su sobrina:
- María de la Portería Francisca Fernández de Velasco Tovar y Pacheco (3 de noviembre de 1735-23 de mayo de 1796), VI marquesa del Fresno, VIII condesa de Peñaranda de Bracamonte, V vizcondesa de Sauquillo, XVIII condesa de Luna.[8]

Casó con su primo Andrés Manuel Alonso Téllez-Girón Pacheco y Toledo (m. 1789), VII duque de Uceda. Le sucedió un sobrino nieto del V marqués:
- Diego Fernández de Velasco (Madrid, 8 de noviembre de 1754-París, 11 de febrero de 1811), VII marqués del Fresno, VIII duque de Uceda, XIII duque de Frías, XIII duque de Escalona, X marqués de Frómista, VIII marqués de Belmonte, VIII marqués de Caracena, XIII marqués de Berlanga, IX marqués de Toral, VI marqués de Cilleruelo, XII marqués de Jarandilla, XIII marqués de Villena, VIII conde de Pinto, X marqués de Frechilla y Villarramiel, X marqués del Villar de Grajanejos, XVII conde de Haro, XIX conde de Luna, XVII conde de Castilnovo, XVII conde de Alba de Liste, VII conde de la Puebla de Montalbán, IX conde de Peñaranda de Bracamonte, XV conde de Fuensalida, IX conde de Colmenar de Oreja, XV conde de Oropesa, XIV conde de Alcaudete, XIV conde de Deleytosa, XII conde de Salazar de Velasco, caballero de la Orden del Toisón de Oro y de la Orden de Santiago.[8]

Casó el 17 de julio de 1780, en Madrid, con Francisca de Paula de Benavides y Fernández de Córdoba (1757-1827), hija de Antonio de Benavides y de la Cueva, II duque de Santisteban del Puerto etc. Le sucedió su hijo:
- Bernardino Fernández de Velasco Pacheco y Téllez-Girón (20 de junio de 1783-28 de mayo de 1851), VIII marqués del Fresno, IX duque de Uceda, XIV duque de Frías, XIV duque de Escalona, IX marqués de Belmonte, XI marqués de Frómista, IX marqués de Caracena, XIV marqués de Berlanga, X marqués de Toral, XIV marqués de Villena, IX conde de Pinto, XIII marqués de Jarandilla, XI marqués de Frechilla y Villarramiel, XI marqués del Villar de Grajanejos, XVIII conde de Haro, XX conde de Luna, XVIII conde de Castilnovo, XIII conde de Salazar de Velasco, XVIII conde de Alba de Liste, VIII conde de la Puebla de Montalbán, X conde de Peñaranda de Bracamonte, XVI conde de Fuensalida, X conde de Colmenar de Oreja, XVI conde de Oropesa, XV conde de Alcaudete, XV conde de Deleytosa, caballero del Toisón de Oro y de la Orden de Calatrava, embajador en Londres, consejero de Estado durante el trienio constitucional (1820-1823), enviado a París en 1834 como representante especial en la negociación y firma de la cuádruple alianza, presidente del gobierno (1838).[9]

Casó en primeras nupcias en 1802 con María Ana Teresa de Silva Bazán y Waldstein (m. 1805), hija de  José Joaquín de Silva Bazán y Sarmiento, IX marqués de Santa Cruz, X marqués del Viso, VII y último marqués de Bayona, VI marqués de Arcicóllar, conde de Montauto, y conde de Pie de Concha. Sin descendientes de este matrimonio.
Casó en segundas nupcias con María de la Piedad Roca de Togores y Valcárcel (1787-1830), hija de Juan Nepomuceno Roca de Togores y Scorcia, I conde de Pinohermoso, XIII barón de Riudoms.
Casó en terceras nupcias (matrimonio desigual, post festam, legitimando la unión de hecho) con Ana Jaspe y Macías (m. 1863).
- José María Bernardino Silverio Fernández de Velasco y Jaspe (París, 20 de junio de 1836-20 de mayo de 1888), IX marqués del Fresno, XV duque de Frías, XX conde de Haro, XXII conde de Luna, XVII conde de Fuensalida, XVII conde de Oropesa, X marqués de Belmonte, XV marqués de Berlanga, XI marqués de Toral, X marqués de Caracena, XII marqués de Frómista, XII marqués de Frechilla y Villamarriel, XIV marqués de Jarandilla, XII marqués de Villar de Grajanejos, XVI conde de Alcaudete, XVI conde de Deleytosa, XIV conde de Salazar de Velasco, XII conde de Peñaranda de Bracamonte, XI conde de Colmenar de Oreja, caballero de la Real Maestranza de Sevilla.[12]

Casó en primeras nupcias en 1864 con Victoria Balfe (1837-1871), cantante de ópera, y en segundas nupcias, en 1880, con María del Carmen Pignatelli de Aragón y Padilla (n. 1855). Le sucedió:
- Patricio Dávila y Garvey, X marqués del Fresno. Le sucedió:

- Natividad Verastegui y Velasco (n. 1892), XI marquesa del Fresno, marquesa de Belveder.

Le sucedió, previa orden del 4 de noviembre de 1974 para que se expida la correspondiente carta de sucesión (BOE del día 12), su hijo:
- Jesús Díaz de Arcaya y Verastegui (n. 1922), XII marqués del Fresno.

El 12 de septiembre de 1997, previa orden del 4 de julio para que se expida la correspondiente carta de sucesión (BOE del 8 de agosto), le sucedió su hijo:
- Alfonso Díaz de Arcaya Keating (Santa Cruz de Tenerife, 16 de febrero de 1954-2021), XIII marqués del Fresno.[15] Sucedió su hermana:

- Elena Díaz de Arcaya Keating, XIV marquesa del Fresno.[16]